# خوخ أخضر
خوخ أخضر أو برقوق أخضر (الاسم العلمي:Prunus virens) هو نوع من النباتات يتبع جنس الخوخ من الفصيلة الوردية. تم وصف هذا النوع من النبات علمياً لأول مرة من قبل بول كاربنتر ستاندلي وتشارلز سبراغ سرجنت وفورست شريف وإيلمر أوتس ووتون سنة 1920.